# یوهنیا ویسوتسکا
یوهنیا ویسوتسکا (اوکراینی: Євгенія Висоцька؛ زادهٔ ۱۱ دسامبر ۱۹۷۵) دوچرخه‌سوار اهل اتحاد جماهیر شوروی سوسیالیستی است.

## حرفه
وی همچنین از دوچرخه‌سواران بازی‌های المپیک تابستانی ۲۰۰۸ بوده است. 